# نیکولا جکسون
نیکولا جکسون (به انگلیسی: Nicola Jackson) (زادهٔ ۱۹ فوریهٔ ۱۹۸۴) شناگر اهل بریتانیا است.